# Carlo d'Arenberg
Carlo d'Arenberg (Vollenhove, 22 febbraio 1550 – Enghien, 18 gennaio 1616) fu il II principe di Arenberg e V duca di Aarschot.

## Biografia

### Infanzia
Era il figlio di Giovanni di Ligne e Margherita de la Marck-Arenberg, contessa di Arenberg. Poiché sua madre era la sorella e la sola erede di Roberto III de la Marck-Arenberg, il contratto di matrimonio dei suoi genitori stabilì che avrebbero portato il titolo, il nome e le armi di Arenberg. Il 5 marzo 1576, l'imperatore Massimiliano II elevò la madre e i suoi eredi al rango di Principi, promuovendoli così al consiglio dei Principi della dieta imperiale.
La famiglia possedeva vaste proprietà nel ducato di Brabante (le signorie di Vorselaar, Loenhout e Humbeek), nel ducato di Lussemburgo (la signoria di Mirwart e la metà di Neufchâteau) e nella contea d'Olanda (la baronia di Zevenbergen e le signorie di Terschelling e Naaldwijk).

### Carriera
All'età di dieci anni Carlo fu mandato alla corte di Alberto V di Baviera, dove rimase per tre anni. Nel 1566 partecipò a un grande tour, visitando Parigi, Lione, Venezia, Roma, Napoli, Palermo, Malta, Firenze e Strasburgo e studiò legge presso l'Università di Bologna. Tornò nei Paesi Bassi poco dopo l'esplosione della rivolta olandese e la morte di suo padre nella battaglia di Heiligerlee. Grazie all'influenza di sua madre, durante quel periodo compì diverse missioni diplomatiche. Nel 1570 accompagnò l'arciduchessa Anna d'Austria e i suoi due fratelli, le arciduca Alberto e Venceslao, nel loro viaggio alla corte di Filippo II. Da lì, il re lo mandò in una missione da Carlo IX di Francia per felicitarlo della nascita di Maria Elisabetta di Valois. Sulla via del ritorno da un pellegrinaggio (1573) a Roma e a Loreto, Carlo accompagnò la vedova Elisabetta d'Austria da Nancy a Vienna (1575-1576). Durante il suo soggiorno a Vienna, Arenberg fu elevato al titolo di principe. Nel frattempo gli stati ribelli, futuri costituenti la Repubblica delle Sette Province Unite avevano sequestrato le sue proprietà nel 1572. Dopo una breve restituzione nel 1577, furono nuovamente sequestrate nel 1579, durante il quale subirono danni notevoli.

### Al servizio degli Asburgo

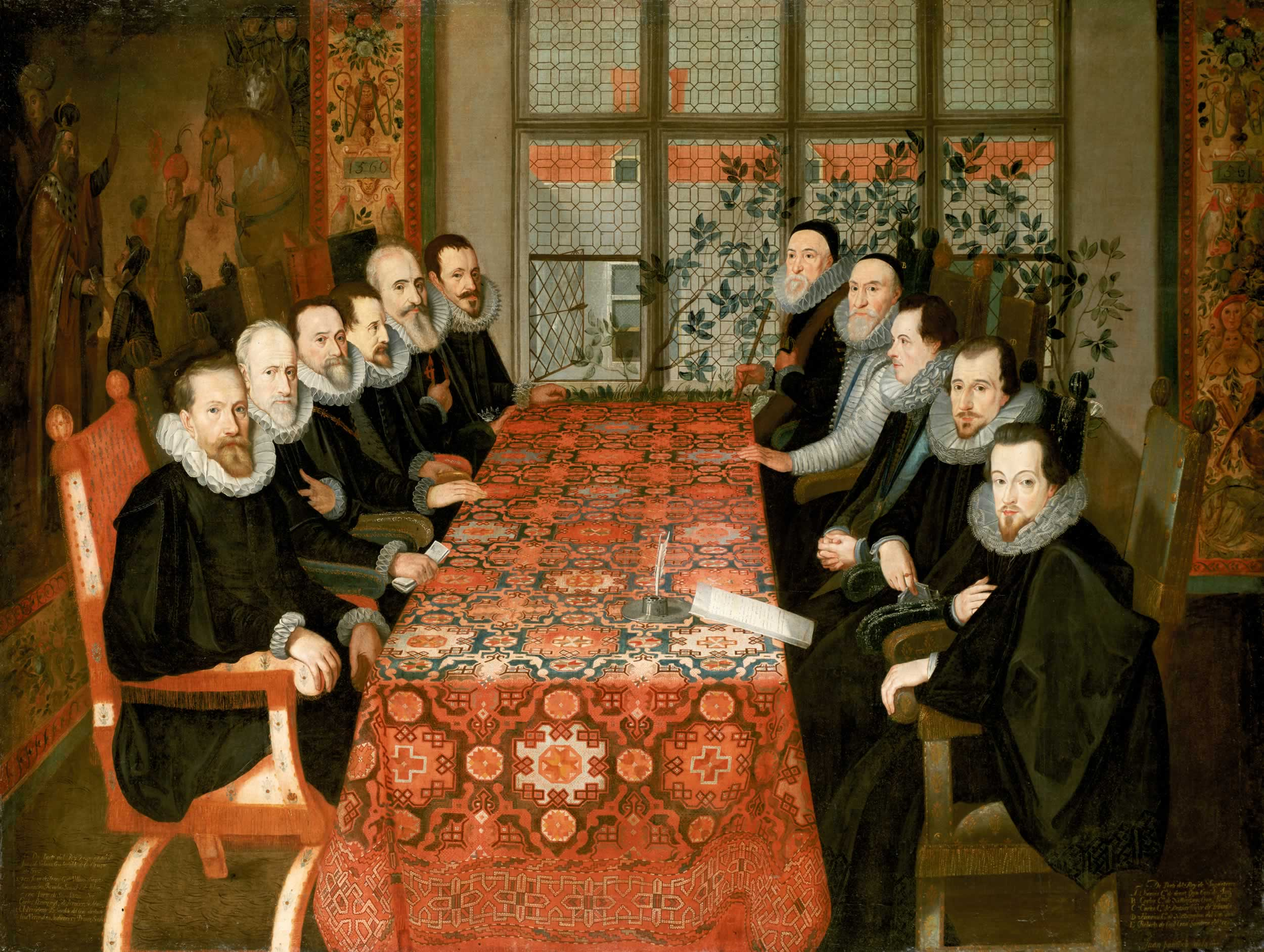
Carlo d'Arenberg alla Conferenza di Somerset House (terzo a sinistra)

Nell'agosto del 1581, Alessandro Farnese nominò Arenberg colonnello di un reggimento di cavalleria tedesca. Ha visto l'azione durante la guerra di Colonia (1582-1584), partecipando agli Assedi di Anversa e di Sluis (1587) e si è unito alla campagna di Farnese in Francia (1590). Carlo fu un comandante militare delle truppe spagnole durante la Guerra degli Ottant'anni, espugnò la città di Eindhoven nel 1583 e partecipò all'assedio di Godesburg in quell'anno.
Nel 1586, come suo padre, fu insignito del collare dell'Ordine del Toson d'oro. Nello stesso anno fece il suo ingresso nei Consigli Collaterali che avevano consigliato il governatore generale. Filippo II lo ha nominato un membro del Consiglio di Stato e uno dei capi del Consiglio delle Finanze. L'anno successivo fu tra la delegazione che incontrò con gli inviati di Elisabetta I a Bourbourg nel 1587, in un tentativo per porre fine alle ostilità tra l'Inghilterra e la Spagna. All'ascesa dell'arciduca Alberto e Isabella, Arenberg ha riconosciuto la sua fedeltà alla Casa d'Asburgo. È stato nominato membro del Consiglio di Stato (1598) ed è stato nominato un Gentleman of the Bedchamber (1599), tenente generale e ammiraglio dei Paesi Bassi e presidente del Consiglio dell'Ammiraglio (1599) ed infine grande falconiere dei Paesi Bassi (1600).
Negli anni successivi Arenberg è stato l'ambasciatore più prestigioso dell'arciduca. Nel 1598 fu fra la delegazione che andava a Parigi per testimoniare la ratifica del trattato di Vervins da parte di Enrico IV di Francia. È tornato alla Corte francese due anni dopo, per congratularmi con il re per il suo matrimonio con Maria de' Medici. Nel giugno 1603 Arenberg è stato inviato a congratularsi con il re Giacomo VI per la sua ascesa al trono inglese. L'anno successivo prese parte alla stipulazione del trattato di Londra.

### Matrimonio
Sposò, il 4 gennaio 1587, Anne de Croÿ (1563-1635), figlia di Philippe III de Croÿ, Duca di Aarschot ed alla morte del cognato senza figli Charles III de Croÿ ottenne tutti i loro possedimenti. Ebbero dodici figli.

### Morte
Sempre più sofferente della gotta, Arenberg dopo si ritirò dalla vita politica. Nel 1607 lui e sua moglie acquistarono una tenuta a Enghien da Enrico IV. Per comprarla vendettero i possedimenti olandesi che gli erano stati ripristinati dalla Tregua dei dodici anni. Le signorie di Naaldwijk e di Terschelling erano tra le merci vendute. Per rendere Enghien la loro sede principale, gli Arenberg hanno ricostruito il castello e hanno fatto molti miglioramenti ai giardini. Nella città di Enghien fondarono un monastero cappuccino che ora serve come necropoli della dinastia.

## Discendenza

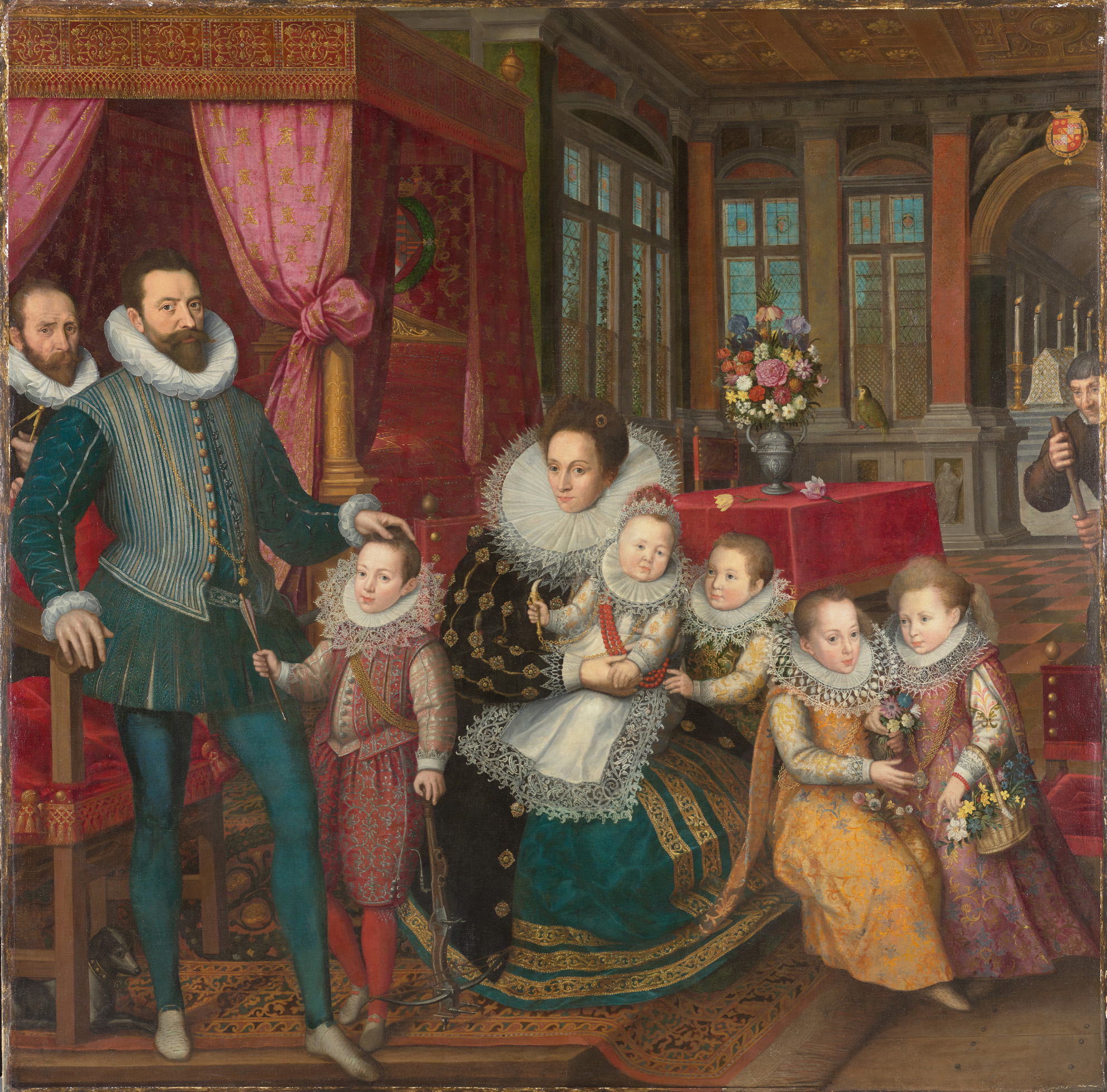
La famiglia di Carlo d'Arenberg di Frans Pourbus il Giovane, 1593 circa

Il principe Carlo e Anne de Croÿ ebbero dodici figli:
- Filippo Carlo (18 ottobre 1587-25 settembre 1640);
- Carlo (13 novembre 1588-21 aprile 1613);
- Ernestina (31 ottobre 1589-12 giugno 1653), sposò Guillaume de Melun, principe di Espinoy;
- Alessandro (15 dicembre 1590-16 agosto 1629), Principe di Chimay, Duca di Croy;
- Salentino (16 dicembre 1591-15 agosto 1592);
- Antonio (21 febbraio 1593-5 giugno 1669);
- Clara (20 agosto 1594-1670), sposò in prime nozze Bertin Spinola, conte di Bruay, e in seconde nozze Ottavio Visconti, conte di Gamalero;
- Albertina (28 maggio 1596-19 luglio 1652), sposò Herman Philippe de Merode, marchese di Trelong;
- un figlio (nato e morto 16 luglio 1597);
- Eugenio Carlo (12 luglio 1600-18 settembre 1635);
- Dorotea (26 novembre 1601-1655), sposò Philippe, conte di Horn;
- Carolina Ernestina (6 settembre 1606-12 settembre 1630), sposò il conte Ernst von Isenburg-Grenzau